# Ouragan Okeechobee
L’ouragan Okeechobee, parfois appelé ouragan San Felipe Segundo ou cyclone de 1928, est un ouragan capverdien actif du 6 septembre au 20 septembre 1928. Il fut le second à être officiellement mis dans la catégorie 5 (maximale), a posteriori, sur l'échelle de Saffir-Simpson dans l'océan Atlantique. Il fut particulièrement meurtrier en Guadeloupe et Porto Rico mais également en Floride où il causa des inondations au lac Okeechobee.
Apparu au large des côtes ouest-africaines le 6 septembre 1928 en tant que dépression tropicale puis tempête tropicale le même jour, il se renforça ensuite lentement afin de devenir 48 h plus tard un ouragan. Il frappa la Guadeloupe en tant qu'ouragan de catégorie 4 sur l'échelle de Saffir-Simpson le 12 septembre 1928 puis Porto-Rico mais comme ouragan de catégorie 5. Il perdit un peu d'intensité en atteignant la Floride le 17 septembre 1928 tout en continuant à faire d'énormes pertes et dégâts. Il perdit beaucoup d'intensité en traversant la Floride avant de devenir une tempête le 18 septembre 1928 et quitter les terres américaines.
Les dommages causés ont été estimés à 100 millions $US de 1928 (1,49 milliard $US de 2018).

## Évolution météorologique

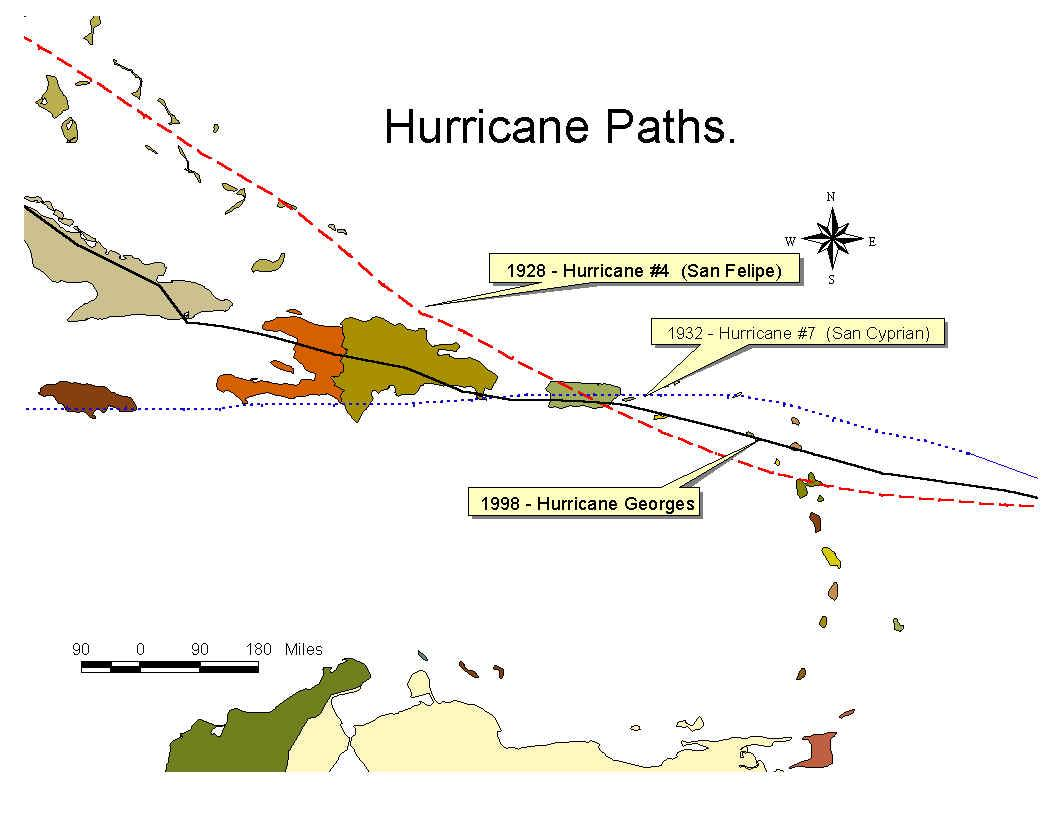
Trajet du cyclone de 1928, comparé à d'autres ouragans dévastateurs.

Le 6 septembre, des bateaux rapportent la formation d'une dépression tropicale au large des côtes ouest-africaines, à proximité de Dakar au Sénégal. Le lendemain, un bateau rapporte avoir observé des vents de 90 km/h, soit le statut de tempête tropicale sur l'échelle de Saffir-Simpson. Le parcours de la tempête fut perdu les jours suivants, par manque d'observations, jusqu'à ce que le 10 septembre, un nouveau signalement de la tempête fût fait à 1 450 km à l’est de la Guadeloupe par le S.S. Commack. C’était le rapport le plus à l’est d’un système tropical obtenu par radio dans les annales.
En approchant des Antilles, l’ouragan avait atteint la force 3 dans l’échelle de Saffir-Simpson. Le 12 septembre entre 17 h 30 TU et 18 h 30 TU, l'œil de l'ouragan a traversé la Guadeloupe avec une pression atmosphérique notée de 937 hPa, suggérant des vents soutenus de 230 km/h, soit la catégorie 4 sur l'échelle de Saffir-Simpson. Puis l'ouragan continua sa trajectoire ouest-nord-ouest en passant 16 km au sud de Sainte-Croix, où un navire a mesuré une pression de 931 hPa.
Le 13 septembre, la tempête a frappé Porto Rico alors qu’il avait atteint la catégorie 5. Le vent mesuré à San Juan était de 230 km/h et la pression à  Guayama était de 936 hPa. Une autre donnée de vents de 260 km/h a été prise par un anémomètre à coupelles 50 km au nord du centre de l’ouragan et trois heures avant l’arrivée de celui-ci. Cependant, l’appareil fut détruit par la suite et n’a pu être vérifié pour confirmer la validité de ce vent. Cette donnée officieuse serait le plus fort vent jamais noté dans un ouragan de l’Atlantique nord avant l’ouragan D en 1950, bien que certains ouragans sans données mesurées, comme celui de la Fête du travail de 1935, pourraient avoir été plus intenses.
En quittant les Antilles, l’ouragan s’est dirigé vers les Bahamas, encore de catégorie 4 supérieure. Le météorologue Richard Gray de l’U.S. Weather Bureau avait initialement prévu que l’ouragan éviterait la Floride mais il a frappé la côte sud de l’État le soir du 16 septembre, à 0 h 0 TU, près de West Palm Beach,. La pression centrale mesurée était alors de 929 hPa et les vents soutenus soufflaient à 240 km/h,. Des rafales estimées à 260 km/h ont soufflé à Canal Point.
L’ouragan s’est dirigé ensuite vers le lac Okeechobee, en s'affaiblissant au fur et à mesure qu'il traversait les terres. Le cyclone s’est ensuite dirigé vers le nord-est, traversant le nord de la Floride et atteignant l'océan le 18 septembre à 8 h TU, lui permettant de se renforcer de nouveau. En entrant une nouvelle fois dans les terres continentales américaines, au niveau de la Caroline du Sud, l'ouragan s'affaiblit rapidement en tempête tropicale, avant de se transformer en cyclone extratropical le 19 septembre. Continuant vers le nord à l’intérieur des terres, les restes du cyclone ont été absorbés par une dépression des latitudes moyennes près de Toronto, au Canada, le 20 septembre.

## Impact
L'ouragan Okeechobee a causé pour 100 millions $US de dommages (dollars de 1928), dont 50 millions rien que pour Porto Rico et 25 millions pour la Floride. Il serait responsable de plus de 4 000 morts directes, ce qui en ferait l'un des plus meurtriers et également les plus puissants en intensité.

### Guadeloupe
Le passage du cyclone de 1928 en Guadeloupe, alors colonie française, a été extrêmement violent. L'ouragan a atteint l'archipel le 12 septembre avec des vents soutenus de 230 km/h, soit la catégorie 4 sur l'échelle de Saffir-Simpson. Les dommages ont été considérables et les pertes humaines se sont chiffrées à 1 200 morts directs et 2 000 indirects (maladies, misère…). Les dommages matériels ont été estimés à plus de 800 millions de francs de l'époque, dont 500 millions de francs de pertes de récoltes et économiques, 250 millions de dommages aux populations et 40 millions de dommages aux infrastructures de l'île. Les communes de Pointe-à-Pitre, Sainte-Rose, Morne-à-l'Eau et Le Moule ont été les plus touchées. La quasi-totalité de Pointe-à-Pitre fut détruite, notamment à cause d'un raz-de-marée qui acheva de détruire les structures encore debout. Les îlets autour de la ville furent submergés et les maisons emportées. Les neuf dixièmes des maisons étaient endommagés, ainsi que la plupart des bâtiments administratifs ou commerciaux. La végétation avait disparu.

Le palais du conseil départemental de la Guadeloupe, construit par Ali Tur en 1935.

Les secours purent s'acheminer rapidement, provenant d'autres régions de la Guadeloupe épargnées, mais aussi de la solidarité des autres îles caribéennes, de la métropole, des autres colonies françaises… Une subvention de 100 millions de francs est votée le 26 septembre 1928 par le parlement français pour venir en aide à la Guadeloupe. Des fonds ont également été débloqués sous forme de prêts ou de dons (dont une partie provenait des indemnités de guerre dues par l'Allemagne à la suite de la Première Guerre mondiale). Au total, 420 millions de francs auraient été mis à la disposition de la Guadeloupe à la suite du passage de l'ouragan.
Ces fonds ont permis la reconstruction de la colonie mais, cette fois-ci, de manière plus durable. Des bâtiments en béton armé ont remplacé les anciens bâtiments publics en bois détruits. Un architecte parisien moderne, Ali Tur, a notamment marqué l'architecture guadeloupéenne en érigeant plus de 120 édifices publics en sept ans, en prenant en compte les contraintes climatiques et géologiques de la région. Certains bâtiments emblématiques de l'île lui sont dus, par exemple les palais de justice de Pointe-à-Pitre et de Basse-Terre, le palais du conseil départemental, celui de la préfecture, de nombreuses mairies et écoles, etc. Les aides vont également profiter à l'industrie sucrière qui se relèvera vite des dégâts occasionnés par l'ouragan. Les cultures de café et de cacao vont également être remplacées par celle de la banane, plus résistante mais également plus profitable. Par contre, la population guadeloupéenne en elle-même ne va pas pleinement profiter des aides apportées avant tout à l'exploitation sucrière de l'île et aux organismes publics. La question sociale restera tendue tout comme les problèmes de salubrité et de mal-logement, découlant en de nombreuses grèves ouvrières et l'affirmation de la domination des grandes familles industrielles.

### Porto Rico
| Région                     | Morts directes |
| -------------------------- | -------------- |
| Martinique                 | 3              |
| Dominique                  | 1              |
| Guadeloupe                 | 1 200,         |
| Montserrat                 | 42             |
| Saint-Christophe-et-Niévès | 22             |
| Porto Rico                 | 312            |
| îles Turques-et-Caïques    | 18             |
| Bahamas                    | 3              |
| États-Unis                 | + 2 500        |

Le bureau météorologique de San Juan à Porto Rico a prévenu du passage de l'ouragan un à deux jours avant. Cet avis a été diffusé par la station de radio navale et transmis par télégraphe à 75 districts de police. Des avertissements ont été également affichés dans 12 ports de l'île. Ces précautions expliquent le faible bilan de 312 morts, comparé à d'autres régions ou d'autres périodes.
Considéré comme « jusqu'à présent, le plus grand, le plus intense et le plus destructeur ouragan enregistré à Porto Rico », par le bureau météorologique de San Juan en 1970, l'ouragan a traversé l'île en intensité de catégorie 5, passant par Guayama, Cayey et Aibonito, en approximativement 48 heures les 13 et 14 septembre. La lenteur de la traversée, les précipitations monstres et la puissance des vents ont résulté en des destructions catastrophiques. Le record de précipitations à Porto Rico dû à un ouragan a été battu et reste toujours en vigueur. Certaines parties de l'île ont dû subir des vents de catégorie 3 pendant 18 heures d'affilée.
Les dégâts ont été estimés à 50 millions de dollars de l'époque. La plupart des champs de canne à sucre ont été inondés. La quasi-totalité des récoltes de café ont été perdues, ainsi que la moitié des caféiers et des arbres d'ombrage qui les couvraient. Les plantations de tabac ont été également durement touchées.

### Bahamas
Comme à Porto Rico, les autorités des Bahamas avaient anticipé l'approche de l'ouragan et l'avertissement de la population suffisamment tôt, a permis des préparatifs qui ont minimisé les pertes humaines dans les îles. Les vents ont atteint Nassau le 16 septembre avec une vitesse de 193 km/h avant que l'anémomètre ne casse. Les précipitations ont atteint 230 mm à Nassau. Outre Nassau, d'autres îles des Bahamas furent frappées par l'ouragan comme Bimini, Eleuthera, Rum Cay et San Salvador, avec de lourds dégâts aux bâtiments et aux cultures comme dans les autres îles des Caraïbes touchées.

### Floride
Des avertissements d'ouragan pour la côte est de la Floride ont été émis par le bureau météorologique, permettant à la population de se préparer correctement. Cela a permis de limiter le nombre de victimes concernant le littoral côtier. L'ouragan a atteint les terres dans la nuit du 16 au 17 septembre. Les vents enregistrés à Miami ont atteint 126 km/h mais la ville n'a subi que peu de dégâts. Les dommages ont été plus importants sur la côte au niveau de Palm Beach.
Les dégâts les plus importants ont été constatés autour du lac Okeechobee (qui a donné son nom à l'ouragan pour les américains), principalement à cause de l'inondation qui a suivi le passage de l'ouragan. Le niveau d'eau du lac était déjà élevé à cause des pluies qui étaient tombées plusieurs jours avant le passage de l'ouragan, remplissant les canaux et fossés à proximité. Les précipitations liées à l'ouragan ont encore fait monter le lac. Mais, lorsqu'une onde de tempête suivit le passage de l'ouragan, les eaux du lac débordèrent la digue et envahirent des centaines de km², provoquant une inondation atteignant 6 mètres de profondeur à certains endroits, et déracinant les maisons de leurs fondations.
| Rang | Ouragan                    | Saison | Décès           |
| ---- | -------------------------- | ------ | --------------- |
| 1    | « Grand Ouragan »          | 1780   | 22 000 - 27 501 |
| 2    | Mitch                      | 1998   | + 11 374        |
| 3    | Galveston                  | 1900   | 8 000 - 12 000  |
| 4    | Fifi                       | 1974   | 8 000 - 10 000  |
| 5    | Flora                      | 1963   | 7 193           |
| 6    | « République dominicaine » | 1930   | 2 000 - 8 000   |
| 7    | « Pointe-à-Pitre »         | 1776   | + 6 000         |
| 8    | « Terre-Neuve »            | 1775   | 4 000 - 4 163   |
| 9    | « Okeechobee »             | 1928   | + 4 112         |
| 10   | « Monterrey »              | 1909   | 4 000           |

Les eaux de crue ont persisté pendant plusieurs semaines, entravant considérablement les tentatives de nettoyage. Les services funéraires ont été rapidement débordés et de nombreux corps ont été placés dans des fosses communes. Environ 75 % des morts étaient des travailleurs agricoles migrants, ce qui a rendu très difficile l'identification des morts et des disparus. En conséquence, le décompte des morts n'est pas très précis. La Croix-Rouge a estimé le nombre de morts à 1836, mais en 2003 le nombre de morts a été révisé à la hausse à au moins 2500.

## Statistiques
C’est grâce à la mesure officieuse des vents faite à Porto Rico que l’ouragan Okeechobee a été classé de catégorie 5, le premier à l’être dans l’Atlantique nord, a posteriori car l’échelle a été développée durant les années 1960. Cependant, la réanalyse des ouragans a permis en 2009 de classer un ouragan ayant frappé Cuba en 1924 dans la même catégorie. De plus, certains ouragans historiques dont on a peu de données mesurées mais qui ont causé des dégâts extrêmes pourraient avoir atteint la catégorie bien avant le XXe siècle.
L’ouragan de Okeechobee était très large, des vents de force d’ouragan (118 km/h et plus) ont été notés à Guayama (Porto Rico) durant 18 heures alors que sa vitesse de déplacement estimée était de 21 km/h, ce qui donnerait un diamètre affecté par ces vents de 376 km.